# Халалеевка (Дубровенский район)
Халалеевка (бел. Халале́еўка) — деревня в Дубровенском районе Витебской области Республики Беларусь. Входит в состав Добрынского сельсовета.

## География
Расстояние по прямой до Дубровно 17 километров или 11 миль, до Витебска 93 км. 
Ближайшие населённые пункты Красная Слобода (1 км), Лосевка (1 км), Добрынь (2 км), Ланенка (2 км), Пневичи (2 км) и др.

## Население

### Численность
- 2009 год — 23 жителей

### Динамика
- 1999 год — 43 жителей (перепись населения)
- 2009 год — 23 жителей (перепись населения)[2]

## Улицы
- Парковая

## Известные лица
- Моисеенко, Анатолий Федосович — литературовед, писатель, поэт. Член Союза белорусских писателей (2001).